# Estimateur du minimum du χ²
Ne doit pas être confondu avec Loi du χ² ou Test du χ².
L'estimateur du χ² minimum est un estimateur statistique qui repose sur la minimisation d'une fonction χ². Berkson 1980 défend l'idée que le minimum du χ² est le principe fondamental d'estimation.